# Johann Jakob Bäbler
Johann Jakob Bäbler (3. května 1836 Schwanden – 14. července 1900 Baden) byl švýcarský pedagog a historik.

## Životopis
Studoval klasické jazyky, filozofii, germanistiku a historii v Basileji a Bonnu. V roce 1859 absolvoval jako Dr. Phil. Od roku 1859 do roku 1866 působil jako okresní učitel v Bruggu, od roku 1866 do roku 1876 přednášel historii a pedagogiku v Bernu a od roku 1876 do roku 1900 němčinu a historii na Kantonsschule Aarau. Vedle své odborné činnost je autorem mnoha vzdělávacích, filologických a historických pojednání.

## Dílo
- Thomas von Falkenstein und der Ueberfall von Brugg. H. R. Sauerländer Aarau 1867.
- Die Errichtung pädagogischer Seminare an Universitäten. Zürich 1873.
- Samuel Henzi’s Leben und Schriften. H. R. Sauerländer, Aarau 1880.
- Heinrich Zschokke. Ein Lebensbild. In: Vom Jura zum Schwarzwald. Geschichte, Sage, Land und Leute. 1 (1884), S. 81–118.
- Beiträge zu einer Geschichte der lateinischen Grammatik im Mittelalter. Buchhandlung des Waisenhauses, Halle 1885.
- Zur Geschichte zweier moralischer Wochenschriften (Die holländische Bagatelle und das bernerische Freitagsblättlein). v Zeitschrift für vergleichende Litteraturgeschichte. 12 (1898), S. 354–386.